# Heterometrus gravimanus
Heterometrus gravimanus ist ein in Indien und auf Sri Lanka verbreiteter Skorpion der Familie Scorpionidae.

## Beschreibung
Heterometrus gravimanus ist ein 75 bis 110 Millimeter langer Skorpion, adulte Tiere haben eine rötlich-braune Grundfarbe. Die Beine und das Telson sind für gewöhnlich heller. Die Chelae sind lappenförmig, mit einem Verhältnis von Länge zu Breite von etwa 1,8 bis 2 zu 1 bei männlichen und etwa 1,6 bis 1,8 zu 1 bei weiblichen Skorpionen. Ihre Oberseite ist mit rundlichen Granulen bedeckt, die vor allem im hinteren Bereich fünf Kiele bilden. Die Femora und die Patellen der Pedipalpen männlicher Tiere sind ein wenig langgestreckter als die der weiblichen. Der Carapax hat eine glatte und glänzende Oberfläche. Die Kämme des Kammorgans haben bei männlichen Skorpionen 13 bis 16 und bei weiblichen 11 bis 13 Zähne. Das Telson ist langgestreckt, mit einer Giftblase, die kürzer als der Giftstachel ist.

## Verbreitung und Lebensraum
Als Terra typica von Heterometrus gravimanus wurden in der Erstbeschreibung lediglich Ceylon angegeben, die Insel Sri Lanka. Der Autor, Reginald Innes Pocock, erwähnte, dass sich im Museum noch ein weiteres Exemplar dieser Art mit der Herkunftsangabe India befände. Entsprechend gaben spätere Autoren als Typusfundort und als Verbreitungsgebiet Indien und Sri Lanka an, mit der zusätzlichen Angabe des indischen Bundesstaates Tamil Nadu. Darüber hinaus wurde die Art im Bundesstaat Kerala nachgewiesen. 2016 konnte das Vorkommen der Art für Sri Lanka bestätigt werden.

## Lebensweise
Heterometrus gravimanus ist wie alle Vertreter der Gattung eine grabende Art. Ihre Wohnröhren werden in freiem Gelände angelegt. Muttertiere bewohnen 30 bis 60 Zentimeter lange Röhren, die im Verlauf ein oder zwei Mal abknicken. Von ihnen gehen unterirdisch mehrere von ihren Jungtieren gegrabene Röhren ab. Jede Wohnröhre eines Jungtieres hat einen eigenen Ausgang ins Freie, der in etwa 15 bis 90 Zentimetern Abstand vom Eingang der Wohnröhre des Muttertieres liegt.

## Systematik

### Erstbeschreibung
Die Erstbeschreibung erfolgte durch Reginald Innes Pocock im Jahr 1894 nach einem einzelnen männlichen Exemplar von Sri Lanka.

### Typmaterial
Pocock stützte seine Erstbeschreibung auf ein adultes männliches Museumsexemplar von Sri Lanka. Dieses Exemplar befand sich im britischen Natural History Museum, kann aber nicht mehr gefunden werden. Den Autoren Couzijn (1981), Tikader und Bastawade (1983) und Kovařík (2004) lag es zu ihren Revisionen der Gattung Heterometrus bereits nicht mehr vor. Als Typusexemplar wurde ein von Pocock in seiner Erstbeschreibung erwähntes Exemplar aus Indien festgelegt. Es befindet sich in der Sammlung des Natural History Museum in London.

### Etymologie
Pocock machte über die Wortherkunft des Artnamens keine Angaben. Er wird von den lateinischen Wörtern gravus (deutsch: schwer) und manus (deutsch: Hand) abgeleitet sein und sich auf die Chelae von Heterometrus gravimanus. beziehen.

### Synonyme (chronologisch)
- Scorpio gravimanus Pocock, 1894: der Name wurde von Pocock in seiner Erstbeschreibung vergeben. Spätere Autoren, darunter Pocock selbst, folgten der Festlegung auf die Gattung Scorpio nicht mehr.[3]
- Palamnaeus gravimanus Pocock, 1900: In seinem Band über Arachniden in der Fauna of British India, including Ceylon and Burma nahm Pocock die Art ohne weitere Erläuterungen in die Gattung Palamnaeus auf. Diese war jedoch bereits 1879 von Ferdinand Karsch zum Synonym von Heterometrus erklärt worden.[7][8]
- Pandinus gravimanus Simon, 1905: Eugène Simon stellte Palamnaeus gravimanus in die Gattung Pandinus. Das begründete er mit einer abweichenden Gewichtung bestimmter morphologischer Merkmale. Der japanische Arachnologe Haruo Takashima führte Heterometrus gravimanus 1945 in seiner Abhandlung über ostasiatische Skorpione erstmals als zur Gattung Heterometrus gehörend auf.[9][10]
- Heterometrus (Srilankametrus) indus indus Couzijn, 1981 (teilweise): H. W. C. Couzijn erklärte 1981 die bisher als Heterometrus gravimanus bezeichnete Art teilweise zum Synonym der Nominatform von Heterometrus indus. Das betraf die aus Sri Lanka stammenden Exemplare. Darüber hinaus beschrieb er die Untergattung Srilankametrus, in die er Heterometrus indus stellte.[11]
- Heterometrus (Srilankametrus) indus laevitensus Couzijn, 1981: diese neue Unterart wurde 1981 von Couzijn  für jene Exemplare von Heterometrus gravimanus beschrieben, die aus Indien stammen.[11]
- Heterometrus (Srilankametrus) gravimanus Tikader & Bastawade, 1983: die indischen Arachnologen B. K. Tikader und D. B. Bastawade akzeptierten die Synonymisierung durch Couzijn nicht und gaben Heterometrus (Srilankametrus) gravimanus den Artstatus zurück, ohne jedoch auf die Unterart Heterometrus (Srilankametrus) indus laevitensus einzugehen. Dabei behielten sie die von Couzijn beschriebenen Untergattungen bei. Die Untergattung Srilankametrus und alle anderen von Couzijn beschriebenen Untergattungen von Heterometrus wurden 2004 von František Kovařík in seiner Revision der Gattung Heterometrus aufgehoben. Kovařík stellte ausdrücklich fest, dass beide von Couzijn genannten Unterarten – Heterometrus indus indus nur teilweise – Synonyme von Heterometrus gravimanus sind.[1][12][13][14]

## Toxikologie
Aus dem Gift von Heterometrus gravimanus konnte eine Hyaluronidase isoliert werden. Das Enzym ist selbst nicht toxisch, ihm wird jedoch eine Bedeutung bei der Verteilung anderer Inhaltsstoffe des Skorpiongiftes im Gewebe zugeschrieben.